# Simo Knuuttila
Pour les articles homonymes, voir Knuuttila.
Simo Jussi Iisakki Knuuttila, né le 8 mai 1946 à Peräseinäjoki et mort le 17 juin 2022 à Helsinki, membre de l'Académie de Finlande (depuis 1994) est professeur d'éthique théologique et de philosophie de la religion au département de théologie systématique à l'Université d'Helsinki (depuis 1981). Les principaux articles de Knuuttila sont résumés dans Järjen ja tunteen kerrostumat (« Les strates des sens et du bon sens ») paru en 1998.

## Biographie
Knuuttila a été l’élève de Jaakko Hintikka. En 1976, il a soutenu sa thèse de doctorat « Le temps et les possibles en scolastique ». Il a travaillé comme assistant de recherche à l'Académie de Finlande de 1976 à 1978, comme jeune chercheur de 1978 à 1980 et comme professeur de philosophie pratique en 1981. Il est membre du Conseil d'administration de la Société Internationale pour l'Étude de la Philosophie Médiévale depuis 1987. Il a participé au comité de rédaction de l'Institut International de Philosophie, ainsi que de la série New Synthese Historical Library. Il a été le président de l'Académie finlandaise des sciences de 2004 à 2006.
Knuuttila a dirigé deux centres de recherche multi-disciplinaires d'excellence de l’Académie de Finlande, à savoir l'Unité d’Histoire de la recherche sur l'esprit de 2002 à 2007 et l'unité de recherche en psychologie philosophique, morale et politique (un centre de recherches de pointe) de 2008 à 2013.

## Travaux de recherche
Knuuttila est surtout connu comme  chercheur en histoire de la philosophie. Il a étudié en particulier l'histoire de la logique et de la philosophie de l'esprit, en se concentrant sur l'Antiquité et le Moyen Âge. Son orientation philosophique est celle de la philosophie analytique. Outre ses ouvrages principaux, il a publié plusieurs livres sur l'histoire de la philosophie et il est l’auteur de nombreux articles, tel celui sur la logique modale dans l’ouvrage « The Cambridge History of Later Medieval Philosophy ». Il a été à la tête d'un groupe de travail traduisant les œuvres d'Aristote, traduisant lui-même l’Éthique à Nicomaque et l'Organon.

## Prix et distinctions
- 2008 : Prix de littérature Gad Rausing de l'Académie royale suédoise pour son œuvre de recherche humaniste[4].

- 2011 : Reçoit le prix finlandais des sciences, attribué tous les deux ans, doté d'une somme de 85 000 euros[5].

## Ouvrages
- (fi) Aika ja modaliteetti aristotelisessa skolastiikassa. (Time and Modality in Aristotelian Scholasticism). Missiologian ja ekumeniikan seura, 1975.  (ISBN 951-95205-3-8)
- (en) Modalities in Medieval Philosophy. Routledge, London 1993.
- (fi) Renessanssi. Simo Knuuttila et al. Painatuskeskus, Helsinki 1995.
- (fi) Järjen ja tunteen kerrostumat. Suomalaisen teologisen kirjallisuusseuran julkaisuja 215. 2e édition 1999. Helsinki: Suomalainen teologinen kirjallisuusseura, 1998.  (ISBN 952-9791-29-1)
- (en) Emotions in Ancient and Medieval Philosophy. Clarendon Press, Oxford 2004.

## Source de la traduction
- (fi) Cet article est partiellement ou en totalité issu de l’article de Wikipédia en finnois intitulé « Simo Knuuttila » (voir la liste des auteurs).